# Ocupația austro-ungară a Serbiei 1915-1918
Ocupația austro-ungară a Serbiei 1915–1918 în timpul Primului Război Mondial (oficial în germană k. u. k. Militärverwaltung in Serbien și în maghiară k. u. k. katonai igazgatás Szerbiában — administrarea militară k. u. k. a Serbiei), a durat din 1915 până în 1918.